# Lazar Carević
Lazar Carević (en serbe en écriture cyrillique : Лазар Царевић), né le 16 mars 1999 à Cetinje, est un footballeur international monténégrin qui évolue au poste de gardien de but au FC Famalicão.

## Biographie

### Carrière en club
Lazar Carević est formé à l'OFK Grbalj, où il fait ses débuts professionnels le 25 avril 2015, entrant en jeu lors du match de Championnat du Monténégro contre le Rudar Pljevlja. S'imposant comme titulaire dans son club formateur la saison suivante, il compte ensuite 30 matchs pour seulement 23 buts encaissés et 16 clean sheets lors de l'exercice 2016-2017.
Carević rejoint alors le FC Barcelone, intégrant son équipe reserve, après avoir également fait un essai au Bayern Munich sous l'égide de Guardiola. Lors de sa première saison avec l'académie catalane, il remporte l'UEFA Youth League 2016-2017.
Le 7 juillet 2020, Carević prolonge son contrat avec le Barcelone B jusqu'en 2023. Le 6 novembre 2021, il apparait pour la première fois sur le banc de l'équipe senior de Barcelone, pour un match de Liga contre le Celta Vigo.
Le 18 juin 2022, Carević signe un contrat de trois ans avec le Vojvodina en Championnat de Serbie. Après s'être imposé comme titulaire indiscutable avec l'équipe de Novi Sad qui joue les premières places en championnat, il voit son contrat prolongé l'été suivant, jusqu'en juin 2026.

### Carrière en sélection
Lazar Carević est international monténégrin en équipes de jeunes, ayant notamment joué avec les  moins de 17, moins de 19 ans puis les espoirs du pays des Balkans.
Appelé pour la première fois en sélection senior en mars 2022, il fait ses débuts le 24 mars 2022, lors d'un match amical contre l'Arménie.